# Dresserus rostratus
Dresserus rostratus är en spindelart som beskrevs av William Frederick Purcell 1908. Dresserus rostratus ingår i släktet Dresserus och familjen sammetsspindlar. Inga underarter finns listade i Catalogue of Life.